# Radical 92
Le radical 92, qui signifie la dent ou le croc, est un des 35 des 214 radicaux chinois répertoriés dans le dictionnaire de Kangxi composés de quatre traits.
Le caractère Unicode de 牙 est 7259.

## Caractères avec le radical 92
| nombre de traits          | caractères |
| ------------------------- | ---------- |
| Sans trait supplémentaire | 牙         |
| 8 traits supplémentaires  | 牚         |